# Ștefan Iureș
Ștefan Iureș (numele la naștere: Ștefan Iuster; n. 7 mai 1931, Iași – d. 8 iulie 2013, Iași) a fost un poet, prozator, traducător, scriitor de literatură pentru copii și eseist român , reprezentant al realismului socialist în anii 1950 și la începutul anilor 1960.

## Biografie
Ștefan Iureș s-a născut la 7 mai 1931 la Iași. Părinții săi au fost Ichil Iuster, contabil, și Nette (n. Lupu). A urmat Școala primară și Liceul evreiesc Cultura, apoi, după căderea regimului Ion Antonescu, la Liceul Mihai Viteazul din București (1942-1949) și a luat bacalaureatul în 1950. A frecventat apoi cursurile Școlii de Literatură „Mihai Eminescu” (1950–1951) după care a urmat Facultatea de Filologie (secția limba și literatura română) a Universității din București (1951-1955) și și-a luat licența în 1958. A continuat studiile la Facultatea de Limbi Germanice (secția limba și literatura engleză) a aceleiași universități (1968-1972) și și-a luat licența în 1974.
A fost redactor la „Amfiteatru” (1966-1974) apoi la „Viața studențească”, mai târziu la „Contemporanul - Ideea europeană” (1990) și la Casa Editorială Sapiens (1991-1992). În perioada 2002-2011 a fost redactor și director al Editurii Hasefer din București.
A debutat în Scânteia tineretului cu poezia Examene (1949) iar debutul editorial l-a avut cu volumul Cuvînt despre tinerețe (1953).
Primele plachete de versuri ale lui Ștefan Iureș - Cuvânt despre tinerețe (1953), Urmașii lui Roaită (1953), Fructe în mai (1956), În preajma lui Lenin (1957) - stau sub semnul patosului grandilocvent, al tonului exclamativ-entuziast și al formulei poemului de largă respirație, construit pe versificarea unui epic schematic, demonstrativ și simplificator. Versificarea locurilor comune nu lipsește: 
„Să treci prin biruințe, vântul să te sufle,/ Să nu te plimbi prin viață. Să trăiești / Și vei vedea cum se adună-n suflet / Înalte simțăminte omenești."
„Lupta cu inerția", lansată în poezie cu fervoare de Nicolae Labiș, este tema principală a aproape tuturor colegilor săi de generație, inclusiv a lui Ștefan Iureș. Odată această etapă depășită, concomitent cu ceea ce s-a numit „întoarcerea la lirism", poetul caută să-și traseze un spațiu liric diferențiat. Expresia părăsește zona retorismului declarativ, deschizându-se spre ceea ce este intim și personal. Numai un flaut (1966) este un volum de sonete, orchestrația anterioară, în care precumpăneau alămurile, fiind înlocuită cu partituri lirice menite flautului, simbol al intimității reculese. „Dogoarea romantică" a tinereții se dizolvă în „împăciuitorul meu discurs". Această evoluție ducând spre interiorizarea spațiului poetic se materializează la un nivel estetic superior în volumul Mâhnitul meu centaur (1981). Ștefan Iureș proclamă acum nostalgia unui anotimp clasic:
„Ci vine-un ceas, o vârstă sau o eră / Flămânde de un clasic echilibru / De armonia ritmului, egal" (Racursiu).
Simbolul centaurului este ales pentru a sugera o nevindecabilă stare de tensiune a simțirii. Motivele și pretextele sunt caleidoscopice: sociale, erotice, livrești etc. Formula ultimelor producții poetice apare mult modificată, atitudinal poetul inaugurând un raport ironic cu lumea sa lăuntrică ori cu cea din afară. Ștefan Iureș este autorul unei cărți de eseuri despre obiectele mitologiei civilizației contemporane (Air container pentru Osaka, 1974). În ipostaza de romancier, scrie Plexul solar (1977), radiografie în stil colocvial despre destrămarea și reîntemeierea unei familii de intelectuali.
Debutul în dramaturgie a avut loc în 1960 cu comedia O lună de confort (scrisă în colaborare), reprezentată pe scena Teatrului Muncitoresc C.F.R. Giulești. Ștefan Iureș a mai scris și scenarii radiofonice precum și piese pentru teatrul de păpuși.

## Distincții
- Ordinul Muncii clasa a III-a (21 august 1954) „pentru merite deosebite pe tărîmul construcției de stat, economice, sociale și culturale, cu ocazia celei de a zecea aniversări a eliberării patriei noastre”[5]

## Opera literară
- Cuvânt despre tinerețe, București, 1953;
- Așa va fi la festival, București, 1953;
- Urmașii lui Roaită, București, 1953;
- Fructe în mai, București, 1956;
- În preajma lui Lenin, București, 1957;
- Pe acest pământ, București, 1959;
- Carpații sunt munți tineri (în colaborare cu Carol Roman), București, 1959;
- A voastră e lumea, București, 1963;
- Poema citadină, București, 1963;
- Ocheșel și Bălăioara, București, 1965;
- Numai un flaut, București, 1966;
- Teatru școlar. Vica și cele trei Americi, București, 1968;
- Alt container pentru Osaka, București, 1974;
- Plexul solar, București, 1977;
- Mâhnitul meu centaur, București, 1981;
- Amatorul de sâmburi, Cluj Napoca, 1983;
- Jumbo-jet și alte proze, București, 1984;
- Orbita planetei EPS, București, 1987;
- Afacerea „Beautiful College" (în colaborare cu Ion Bucheru), București, 1992;
- Imperiul (în colaborare cu Ion Bucheru) București, 1998;
- Nesomn, stare de grație, București, 2001;
- Desaga jucătorului de scrabble, postfață Dan Grigorescu, București, 2002.

## Traduceri
- San Antonio, O cruntă spargere de nuntă, București, 1994.

## Filmografie

### Scenarist
- Stop cadru la masă (1980)